# Molí de Can Feliu
Molí de Can Feliu és una obra de Navès (Solsonès) inclosa a l'Inventari del Patrimoni Arquitectònic de Catalunya.

## Descripció
Al municipi de Navès, a prop de l'inici de la pista forestal de la Vall d'Ora, es troba el Molí de Can Feliu que funcionava com a molí i habitatge. La masia aïllada consta de dos cossos rectangulars disposats transversalment en forma pràcticament de L, amb planta baixa i dos pisos. El mur és de paredat amb carreus més grans i escairats als angles i presenta restes d'arrebossat. El cos més gran té la coberta a doble vessant amb carener perpendicular a la façana principal, i el més petit, a una vessant. La façana principal dels dos cossos presenta múltiples obertures i aquestes són més grans i nombroses que a les altres façanes. Les obertures són de diferent mida i tipologia i estan distribuïdes de manera irregular. Les finestres dels diferents nivells tenen diferents tipus d'emmarcament amb pedra o maons. Destaca al segon pis de la façana del cos a doble vessant un parell de finestrals d'arc rebaixat de maó de pla amb impostes que reposen als extrems sobre brancals de pedra i enmig sobre un pilar de maons. Aquestes obertures a l'altra façana han estat tapiades i s'ha obert en el seu lloc sengles finestres rectangulars més petites. A la planta baixa del cos a doble vessant trobem dos portals un amb llinda i brancals de pedra que al pis superior té una finestra amb una llosana motllurada, i un altre amb arc rebaixat i brancals de pedra que al pis superior té un balcó. També en aquest primer pis es distingeix un nínxol amb arc rebaixat amb una estructura de fusta que podria correspondre a una capelleta. A la part posterior de la masia es troba la bassa que a través de la força hidràulica feia funcionar el molí.

## Història
Els molins hidràulics fariners són un referent de l'activitat econòmica i social del passat dels masos i nuclis rurals escampats entre el Berguedà i el Solsonès. Hi ha documentació del segle XII que ja parla de l'aprofitament de l'energia hidràulica per moure molins, serradores i ferreries a la Vall d'Ora (Navès) mencionant els molendini accionats per la força del riu Aiguadora. També es troben altres molins fariners del riu Aiguadora com el de Ca l'Ambròs, cal Guirre, el de Moscavera, el vell de Canaleta i el Nou de Postils. Sovint aquests molins tenien serradores i ferreries annexes.